# Disasterina odontacantha
Disasterina odontacantha är en sjöstjärneart som beskrevs av Yin-Xia Liao 1980. Disasterina odontacantha ingår i släktet Disasterina och familjen Asterinidae. Inga underarter finns listade i Catalogue of Life.